# Huanghai Landscape V3

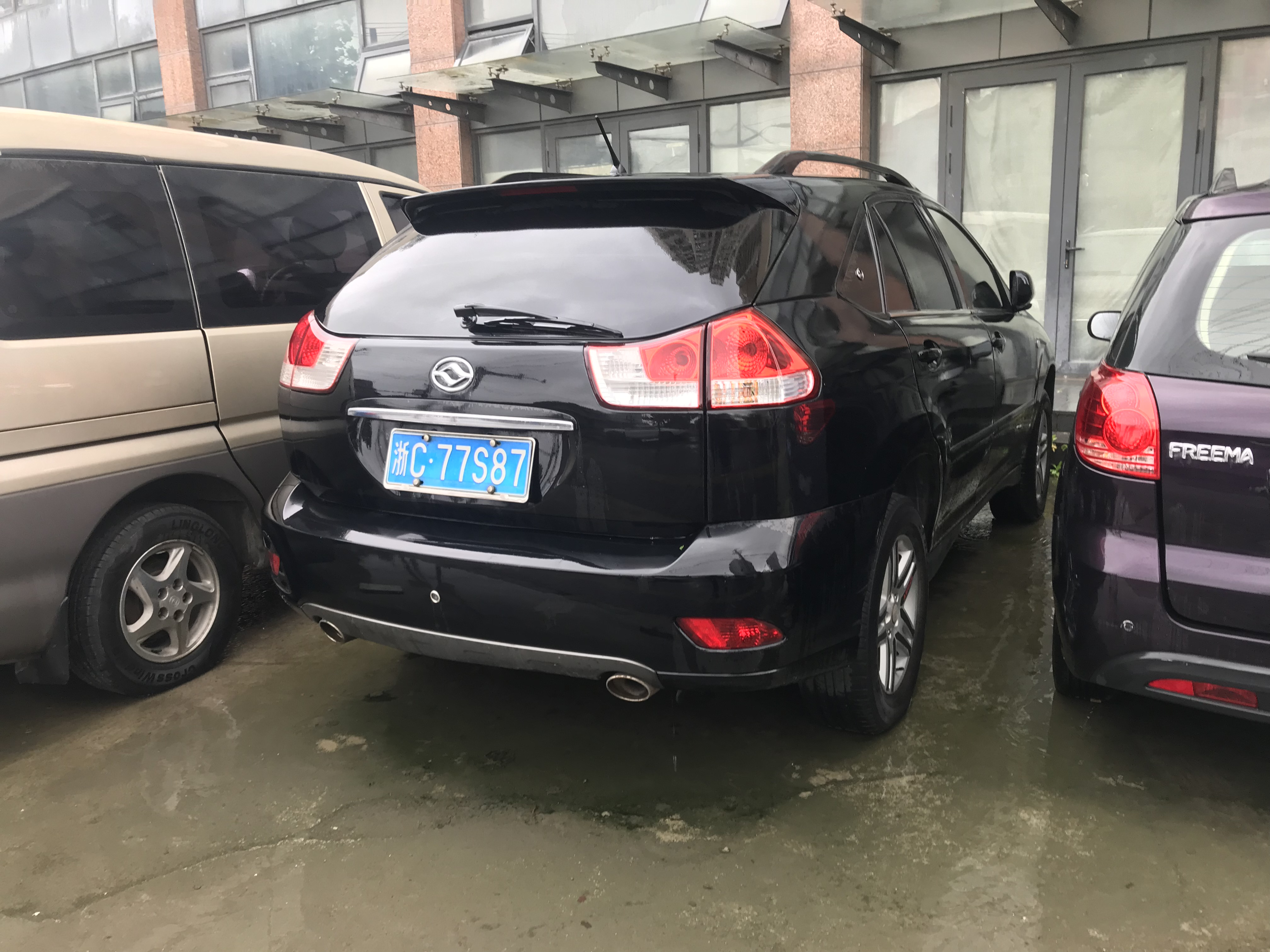
Вид сзади

Huanghai Landscape V3 или Huanghai Qisheng V3 (黄海 旗胜V3), также известный как Huanghai NCV перед производством — среднеразмерный кроссовер, выпускавшийся с 2010 по 2015 год подразделением Huanghai Auto (黄海) компании SG Automotive (曙光汽车).

## Описание
Huanghai Landscape V3 дебютировал в 2010 году на Пекинском автосалоне. Серийная версия была представлена в 2011 году на Шанхайском автосалоне по ценам от 105800 до 119800 юаней. Его экстерьер напоминает Lexus RX.

## Технические характеристики
Huanghai Landscape V3 выпускался с колёсными формулами 4×2 или 4×4. В движение автомобиль приводился 2,0-литровым бензиновым двигателем, 2,4-литровым бензиновым двигателем, либо же 2,5-литровым дизельным двигателем. 2,4-литровый двигатель развивает мощность 105 кВт, крутящий момент 200 Нм и максимальную скорость 160 км/ч.